# Giovan Maria Borsotto
Giovan Maria Borsotto (o Giovanni Maria Borsotti) (Riva San Vitale, 6 settembre 1683 – Riva San Vitale, 5 novembre 1760) è stato un architetto svizzero, capomastro attivo nella prima metà del XVIII secolo soprattutto nel mantovano.

## Biografia
Pochi sono gli elementi per tracciare una coerente nota biografica. Da alcune ricerche condotte negli archivi parrocchiali e comunali ticinesi, si sa che nel 1710 il Borsotto abitava “in casa propria” con la famiglia a Riva San Vitale, nel Canton Ticino, paese dove era nato il 6 settembre 1683 e dove il 2 febbraio 1706 aveva sposato tale Maria Maddalena Bolina di Alessandro..
Analogamente ad un gruppo di artefici ticinesi che all'inizio del Settecento erano emigrati verso il Mantovano, e di cui il Borsotto fu senz'altro il più attivo, egli fece la sua comparsa a Mantova – documentata dai lavori nella cattedrale locale - all'incirca nel 1715. Non consta tuttavia nulla sui suoi possibili spostamenti nel lungo periodo dell'attività mantovana.
La presenza del Borsotto è documentata in almeno diciotto cantiere di chiese dell'attuale provincia di Mantova, dei quali egli era direttore quando non anche progettista, distribuiti in un arco di circa quarant'anni che va dal 1715 al 1753.
A partire dal 1728, in alcuni lavori - chiesa parrocchiale di Cavriana, chiesa di San Silvestro, cantiere della cupola della basilica di Sant'Andrea - risulta affiancato dal figlio Carlo Domenico, nato a Riva San Vitale nel 1705. Mentre Carlo Domenico probabilmente si fermò a Mantova, Giovanni Maria, tra il 1753 e il 1755 doveva essere rientrato a Riva San Vitale, dove morì il 5 settembre 1760.

## Opere

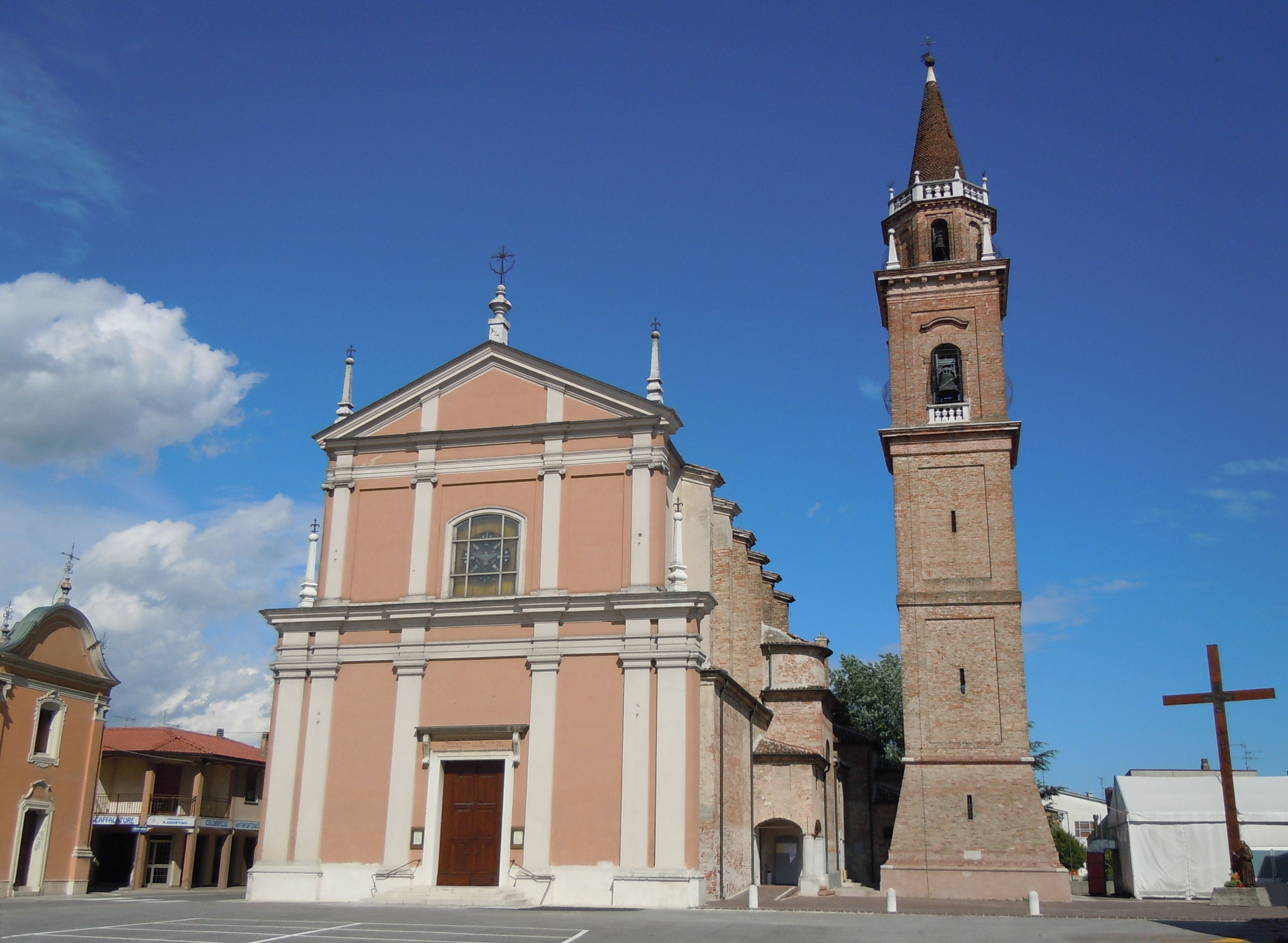
Chiesa parrocchiale di Casaloldo

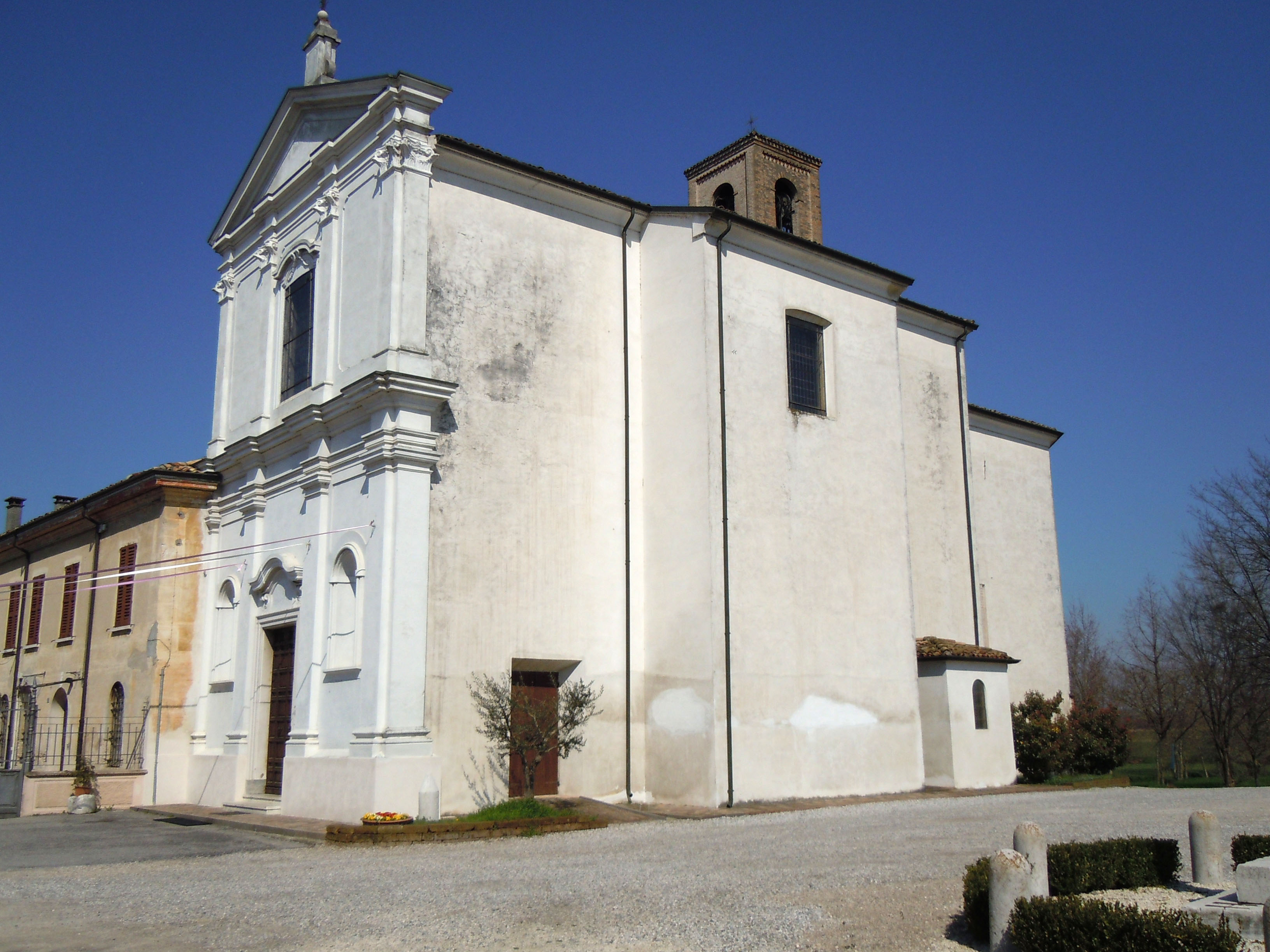
Chiesa parrocchiale di San Martino Gusnago

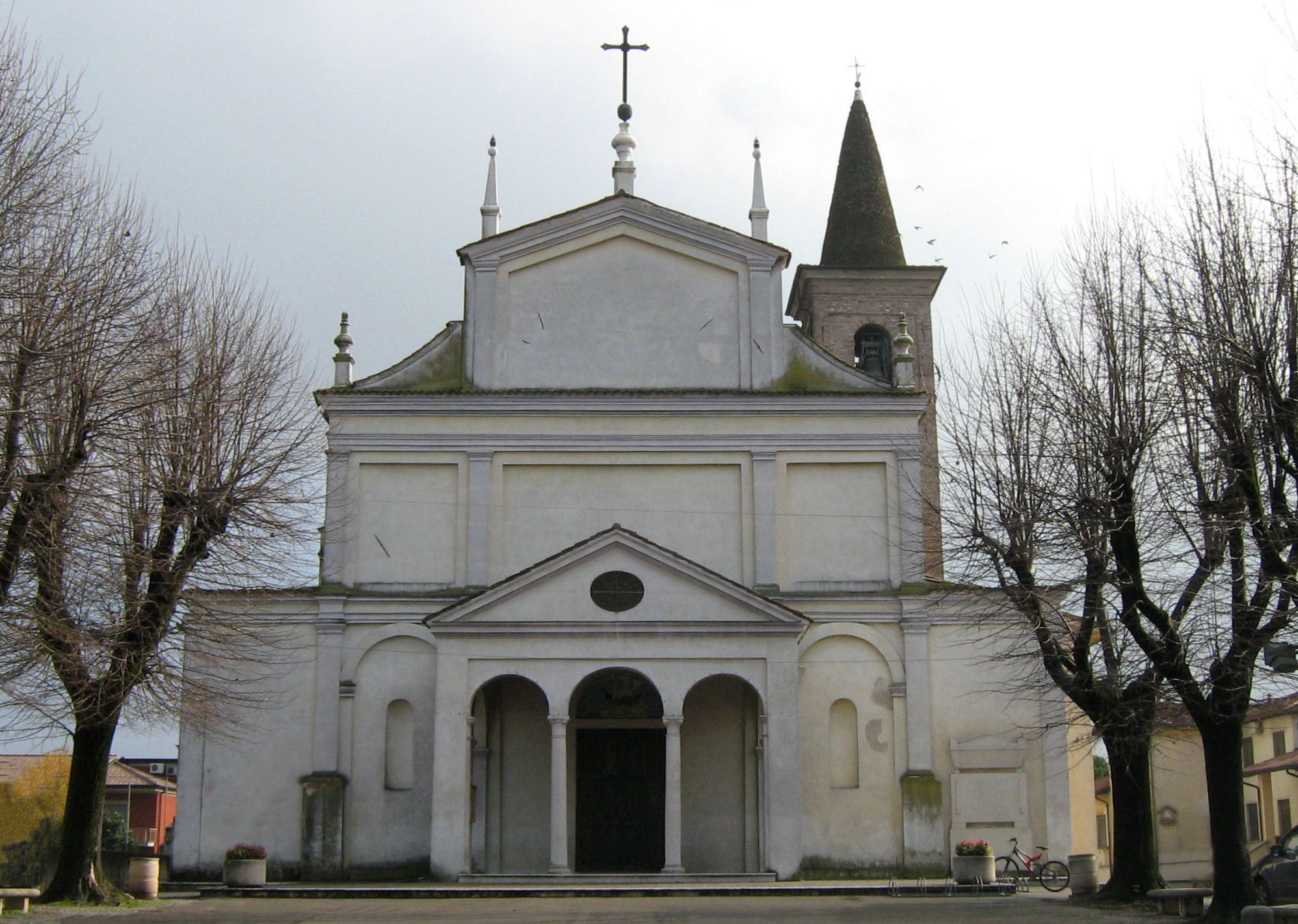
Chiesa parrocchiale di Guidizzolo

Il curriculum professionale del Borsotto è delineabile con una certa precisione. Tra il secondo e il quarto decennio del secolo XVIII egli rinnovò o creò su disegni propri molte chiese mantovane. La sua presenza nel Mantovano è documentata in almeno diciotto cantieri di chiese, raggruppabili in:
Chiese urbane a Mantova:
- Chiesa di San Barnaba, in qualità di direttore tecnico della fabbrica, 1716-1736/37;
- Chiesa di San Salvatore o San Francesco di Paola, 1717;
- Chiesa di Sant’Egidio, 1722;
- Chiesa di Santa Maria Concetta, detta dei Filippini, 1725, con cupola fasciata fino al sommo da muratura cilindrica e fronte con superficie concava;
- Chiesa di San Maurizio - in particolare la cupola, eretta su tracciato ovale e dotata di un profilo simile a quella dei Filippini - 1726-1746; chiesa di San Silvestro, 1732-1752.

Chiese del territorio:
- Chiesa parrocchiale di Cavriana, 1716-1724/28;
- Chiesa parrocchiale di Portiolo, 1718/22-1736;
- Chiesa parrocchiale di Vasto di Goito, 1720-1729/33;
- Oratorio di Rebecco di Guidizzolo, 1722;
- Chiesa parrocchiale di Guidizzolo, 1722 - ora perduta -;
- Chiesa parrocchiale di Borgoforte, 1723-1729;
- Chiesa parrocchiale di Castelgrimaldo, 1724;
- Chiesa parrocchiale di San Martino Gusnago, 1726-1730/33;
- Chiesa parrocchiale di Goito, 1729[4];
- Coro nella chiesa parrocchiale di Casaloldo, 1730[5];
- Chiesa parrocchiale di Quistello, 1730/32-1745;
- Chiesa parrocchiale di Piubega, 1738-1745[6].

A questo elenco vanno aggiunte quelle opere nelle quali la partecipazione del Borsotto sembra essersi limitata ad una responsabilità specificamente di cantiere: i lavori compiuti nel duomo di Mantova, 1715-1719, nell'abitazione del Vicario Generale, presso San Simone, 1752-1753, per l'erezione della cupola di Sant’Andrea, 1750-1752, - oppure ad un ruolo di collaborazione con il Prefetto delle Acque, tra il 1741 e il 1750 - restauro del palazzo del Comune di Mantova, del Ponte dei Mulini e del Vaso di Porto a Cittadella di Mantova -.

## Riflessioni critiche
Se si prescinde dalla chiesa di Portiolo, costruita insolitamente a tre navate divise da colonne, il Borsotto mostra di prediligere il tipo del tempio svolto longitudinalmente a navata unica, senza cupola e con alta facciata a doppio ordine, eretta talvolta in cotto a vista.
Tuttavia, limitatamente alle attribuzioni sopra elencate, non si può non notare come nella vasta produzione del Borsotto l'aspetto più problematico sia quello della disomogeneità.
Quasi inspiegabile risulta infatti il divario stilistico tra le soluzioni, asciutte, povere, scarne, realizzate nella parrocchiale di Cavriana e in quelle che da essa derivano, come Rebecco, Castelgrimaldo, San Martino Gusnago, Goito e Casaloldo da un lato, e la complessa e articolata idea spaziale adottata per la perduta chiesa dei Filippini e per la facciata di S. Maurizio a Mantova, e per le parrocchiali di Borgoforte e di Vasto, dall'altro.
- Nel primo gruppo – chiese di Cavriana e di San Martino Gusnago - lo schematismo derivato dalla edificazione del modello tipologico dettato dalle istituzioni borromee - pianta a navata unica con cappelle laterali simmetriche e coro molto accentuato, esterni poveri, intonacati, delimitati unicamente dal segno delle lesene -, viene riscattato, solo all'interno, dalla sobria e calibrata decorazione a stucco. Qui, l'evidente tentativo di riutilizzo della componente classica con un linguaggio semplificato e impoverito dà luogo a una sorta di “castità classicizzante”, corrispettivo del decorum dettato dal Borromeo. Nelle facciate, solari e piatte, la griglia compositiva – articolata su un doppio ordine di lesene, semplici o abbinate, marcata in senso orizzontale da un'alta trabeazione - riduce a semplice disegno ogni valore plastico e traduce in diagramma il ricordo di un tardo-manierismo di ascendenza romana.
- Nel secondo gruppo - chiese dei Filippini e di Borgoforte -, le ampie facciate, costruite alte e su due ordini di lesene che scandiscono e danno corposità alla parte centrale, dipendono da una concezione nella quale prevale una componente dinamica derivata dalle esperienze spaziali barocche. L'abbandono dell'ordine classico e un comporre sciolto, venato di una certa fantasia, strutturale più che decorativa, danno corpo in queste chiese a fronti caratterizzati da una singolare ondulazione, i cui rigonfiamenti denunciano il tentativo di rompere la tradizionale rigidità della parete di facciata, plasmando e piegando una superficie continua.
I due filoni cui fanno capo le opere attribuite al Borsotto sono ben distinguibili nel più ampio panorama dell'architettura lombarda del primo Settecento.
Considerando le chiese del gruppo afferente a quella di Borgoforte (1723) - quindi la parrocchiale di Vasto (1720), la chiesa dei Filippini (1725) e la chiesa di San Maurizio (1726) -, queste sarebbero da collocare in un periodo centrale dell'attività del Borsotto - tra il 1720 e il 1726 -, prima e dopo il quale Giovanni Maria avrebbe adottato un linguaggio totalmente diverso e di improbabile compatibilità, con le parrocchiali di Casaloldo (1714), Cavriana (1716), S. Martino Gusnago (1726), Goito (1729), Quistello (1732), Piubega (1738). Si possono perciò ipotizzare nel Borsotto una capacità e una duttilità presso a poco vicine all'eclettismo e comunque supportate da un'elevata coscienza culturale. Del resto, un'attenta lettura delle indicazioni documentarie testimonia più spesso l'attività di un Borsotto capomastro, e solo raramente quella di un capomastro-architetto.